# Tim Knol
Tim Knol (Hoorn, 12 september 1989) is een Nederlandse singer-songwriter.

## Biografie

### Jeugd
Knol groeide op in Hoorn, waar hij ook, vanaf zijn tiende jaar, muziek begon te maken. Lokaal maakte hij indruk met de band Be Right Back waarin hij zong en gitaar speelde. Terwijl hij in die band speelde, werkte hij aan allerlei nevenprojecten en nam hij ook solo nummers op. In mei 2008 speelde hij op De avond van het kippenvel van DJ St. Paul in de Utrechtse Ekko, samen met onder anderen Anne Soldaat. Samen met onder anderen Anne Soldaat nam hij enkele demo's op voor Excelsior Recordings. In mei 2009 besloot hij zijn band vaarwel te zeggen en echt solo door te gaan.
In juni 2009 verscheen het eerste resultaat van zijn solocarrière, het nummer Cry van Godley & Creme, op het online-verzamelalbum Guilty pleasures van de Coverclub. Andere artiesten die te vinden zijn op deze verzamelaar zijn Silence is Sexy, The Gasoline Brothers en Solo.

### Debuutalbum

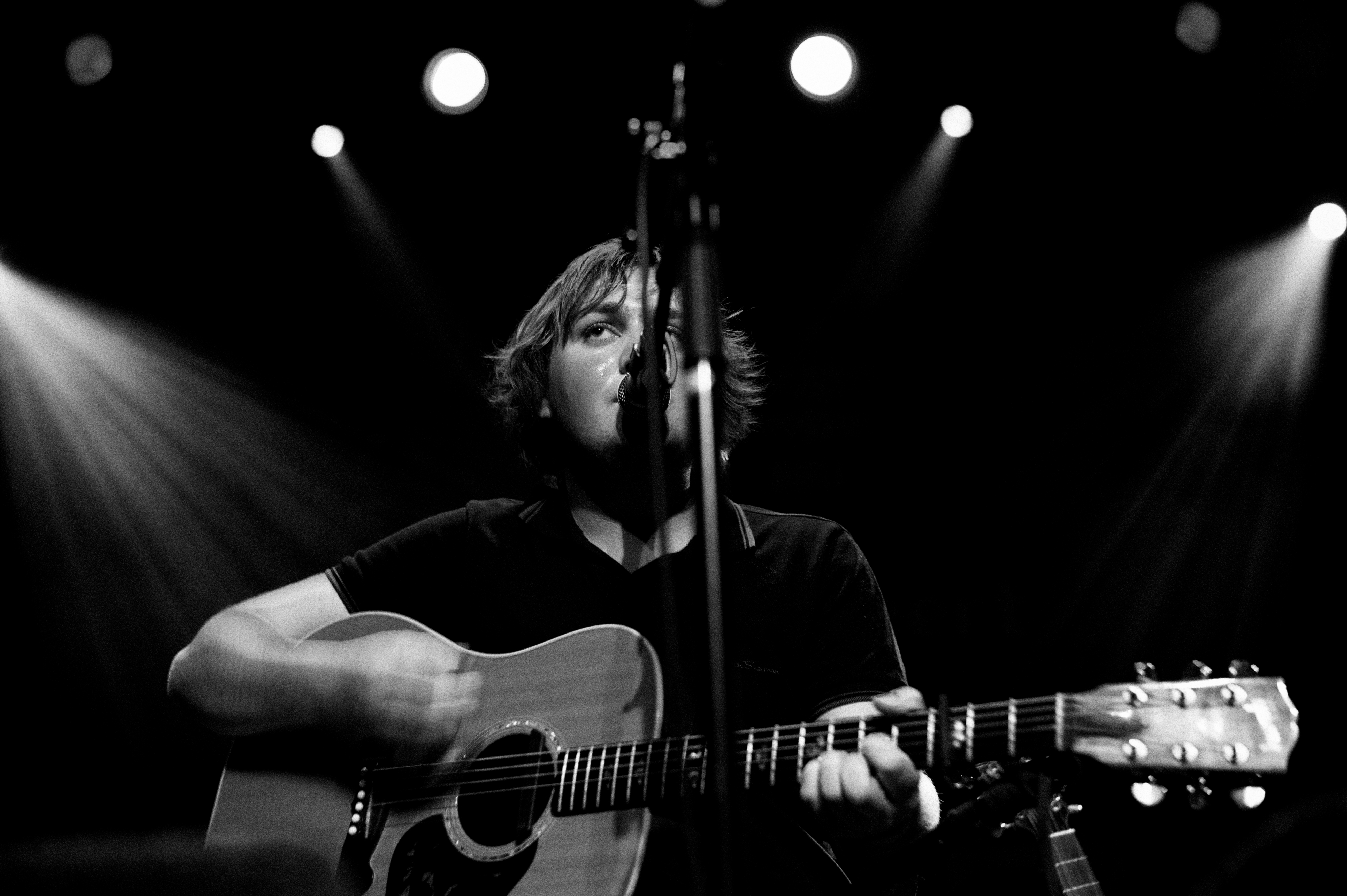
Tim Knol op 15 jaar Kink FM.

Op Lowlands 2009 tekende hij een contract bij Excelsior Recordings. Zijn debuutplaat verscheen in januari 2010 en werd lovend ontvangen door de Nederlandse muziekpers. Op de plaat wordt Knol begeleid door Jacob de Greeuw, Jeroen Kleijn en Matthijs van Duijvenbode van Johan en Anne Soldaat en Reyer Zwart van Do-The-Undo. Knol verzorgde het voorprogramma van Johan tijdens hun afscheidstournee in de tweede helft van 2009.
Na een aantal kleine try-outs vond het eerste echte live-optreden van Tim Knol en zijn band, die bestond uit Van Duijvenbode, Soldaat, Jeroen Overman en Kees Schaper, plaats tijdens Noorderslag 2010, waar er grote belangstelling was. Na Noorderslag kwam Knol regelmatig in de media met optredens en interviews. Ondertussen bracht Excelsior het debuutalbum ook uit in Groot-Brittannië en in Duitsland, waar Knol, op 9 juli, in het voorprogramma speelde van John Fogerty.
In augustus 2010 werd de single Sam verkozen als 3FM Megahit op 3FM. Dit nummer werd tevens op vinylsingle uitgebracht.
In dezelfde maand trad hij voor het eerst op tijdens het Lowlands festival. Op zaterdag 21 augustus om 11.45 was hij de eerste act van de dag in de India tent.
In januari 2011 stond Knol op Noorderslag, aansluitend volgde een tour door Indonesië.. Tim Knol speelde ook mee op het gelegenheidsalbum "Happy Camper" van Job Roggeveen uit 2011, figureerde in een voorstelling van Freek de Jonge in Westwoud en speelde in De Wereld Draait Door uitzending van 4 maart het nummer "You Don't Miss Your Water" van William Bell als bijdrage aan het onderdeel "DWDD Recordings".
Sinds 2 maart 2011 presenteert Knol iedere woensdag het programma Op Knolle toeren bij KX Radio, het internetradiostation van Rob Stenders. Tijdens Record Store Day 2011, op 16 april, was Knol de officiële ambassadeur van het evenement. Op 12 mei 2011 kreeg Knol op het Gala van popmuziek een Duiveltje uitgereikt, als beste zanger van Nederland. Deze prijs kreeg hij toegewezen door zijn collegamuzikanten.

### Days
Op 20 mei 2011 verscheen zijn tweede album Days. Op 12 juni 2011 speelde Knol op het hoofdpodium van Pinkpop. De single Shallow water bereikte de tipparade. In oktober 2011 kondigde hij aan, dat hij pas op de plaats wilde gaan maken en een jaar te stoppen met toeren, om zo meer tijd te kunnen steken in zijn hobby's, waaronder fotografie. Voor hij zijn rust nam, verscheen er echter nog een nieuwe single Letting go dat Knol schreef naar aanleiding van het sluiten van de Fame-platenwinkel in Amsterdam, waar Knol als tiener werkte. Ook werden er nog een theatertour gepland en een tournee door Indonesië. In het resterende deel van 2012 plande hij geen concerten, maar nam wel een gastbijdrage op voor het album Springlevend van The Kik, op het uiteindelijk afvallen Straat Bali. In de zomer van 2012 reisde hij met televisiepresentator Chris Zegers voor het programma Hit the road naar Jamaïca, waar hij een ontmoeting had met Toots Hibbert van Toots and The Maytals en met een groep lokale muzikanten een reggaeversie maakte van zijn nummer Sam. In het najaar maakte hij de titelsong voor de film Koning van Katoren, May take long. Ook sprak hij een stem in voor de DreamWorks animatiefilm The Croods.
Op 17 januari 2013 verscheen het verzamelalbum De supersonische boem! rond nummers van Annie M.G. Schmidt en Harry Bannink, waarop Knol het nummer En toen, uit de musical Wat een planeet. Ook nam hij een popcover van het nummer Mens, durf te leven op, dat gebruikt werd in een commercial van ING. Van 28 maart tot 6 april plande hij zijn eerste tour na zijn sabbatical. Dit was een dubbeltournee met Kevn Kinney, de zanger van Southern rockband Drivin' N' Cryin'. Ook was hij te horen op het album Zonde van Freek de Jonge. Op 10 mei mocht hij, samen met Blaudzun, Kyteman en DJ Isis, in de Tweede Kamer zijn visie over de toekomst van de popsector in Nederland etaleren. In juni hield hij, met Henk Koorn van Hallo Venray en Anne Soldaat, een eerbetoon aan Neil Young, waarmee ze onder andere op Oerol en de Zwarte Cross stonden.
Op 5 augustus maakte Knol bekend een garagerockband te zijn gestart onder de naam The Miseries, met vaste drummer Kees Schaper en bassist Eric Lensink. De eerste single van de band, Cracking up kwam 1 september 2013 uit op het door Knol opgerichte platenlabel Tender Records. Met Tender Records wil hij vinylplaten van zichzelf en andere artiesten uitbrengen.

### Soldier on
Het derde album van Knol kwam in november 2013 uit. Toetsenist Matthijs van Duijvenbode schreef wel enkele nummers voor het album, maar leverde geen verdere muzikale bijdrage aan het album, omdat hij het te druk had als begeleider van De beste singer-songwriter van Nederland-winnaar Douwe Bob Posthuma. Naast vaste gitarist Anne Soldaat zijn toetsenist Eric Lensink, bassist Reyer Zwart en drummer Jeroen Kleijn op het album te horen. Zwart en Kleijn speelden ook al mee op het debuutalbum van Knol.
In 2014 ging Knol voor het eerst solo het theater in met het liedjesprogramma Terug, waarin hij nummers van zichzelf en onder meer Otis Redding, Boudewijn de Groot en Badfinger ten gehore bracht.

### The Miseries
Na het album Soldier on, besloot Knol het over een andere boeg te gooien. Hij legde zijn singer-songwritercarrière tijdelijk neer om met de garagerockband The Miseries te gaan spelen. Hier sloot Melle Boersma, die eerder met Knol speelde in Be Right Back, zich bij aan op gitaar. In 2014 namen zij een album op en in januari 2015 trad de band op op Noorderslag. In april 2015 verscheen het eerste album van de band. Hierna ging Knol met de band op tour.
Na de tour met The Miseries, startte Knol een theatertour met het liedjesprogramma Lost & Found. Hierin vertelde Knol verhalen uit de popgeschiedenis, gerelateerd aan zijn voorliefde voor onder andere kringloopwinkels en treinen.

### Cut the Wire
In 2017 werkte Knol aan zijn vierde soloalbum Cut the Wire in de MI5 Studio in Hoorn, waarvan hij mede-eigenaar geworden was. Op het album blikte hij terug op het jaar 2013, toen hij, na twee sterke albums, zijn band uiteen zag vallen en zijn manager en songwriter Matthijs van Duijvenbode zag vertrekken naar Douwe Bob. Voor de opnamen van Cut the Wire liet Knol zich terugvallen op Anne Soldaat, die het productieproces begeleidde. Op het album werkte Knol samen met onder anderen Sander Brinks en Arnout Brinks van Tangarine en Douwe Bob Posthuma. In januari 2018 verscheen de plaat bij Excelsior Recordings op gelimiteerd wit vinyl en cd.

### The Lost and Found Tapes
In augustus 2019 kondigde Knol The Lost and Found Tapes aan, een vierdelige serie waarvoor kon worden ingetekend. Alle nummers zijn opgenomen op een 4 sporen cassetterecorder. Vanaf oktober 2019 zal er elk kwartaal een nieuw album met nieuw werk en covers worden uitgebracht op zijn eigen I Love My Label.

## Discografie

### Albums
| Album met eventuele hitnotering(en) in de Nederlandse Album Top 100 | Datum van verschijnen | Datum van binnenkomst | Hoogste positie | Aantal weken | Opmerkingen              |
| ------------------------------------------------------------------- | --------------------- | --------------------- | --------------- | ------------ | ------------------------ |
| Tim Knol                                                            | 22-01-2010            | 30-01-2010            | 12              | 55           |                          |
| Days                                                                | 20-05-2011            | 28-05-2011            | 7               | 15           |                          |
| Soldier on                                                          | 15-11-2013            | 23-11-2013            | 15              | 8            |                          |
| Happy Hour                                                          | 10-05-2019            |                       |                 |              | met Blue Grass Boogiemen |
| The Lost and Found Tapes Vol. 1                                     | xx-10-2019            |                       |                 |              |                          |
| The Lost and Found Tapes Vol. 2                                     | 25-02-2020            |                       |                 |              |                          |
| The Lost and Found Tapes Vol. 3                                     | xx-06-2020            |                       |                 |              |                          |
| Lightyears Better                                                   | 2022                  |                       |                 |              |                          |
| Long Live Your Friends                                              | 2023                  |                       |                 |              |                          |

### Singles
| Single met eventuele hitnotering(en) in de Nederlandse Top 40 | Datum van verschijnen | Datum van binnenkomst | Hoogste positie | Aantal weken | Opmerkingen                                              |
| ------------------------------------------------------------- | --------------------- | --------------------- | --------------- | ------------ | -------------------------------------------------------- |
| When I am king                                                | 2010                  | 10-04-2010            | tip3            | -            |                                                          |
| Sam                                                           | 30-08-2010            | 04-09-2010            | 30              | 3            | nr. 32 in de Single Top 100                              |
| Gonna get there                                               | 26-04-2011            | -                     |                 |              | nr. 79 in de Single Top 100                              |
| Shallow water                                                 | 17-06-2011            | 02-07-2011            | tip10           | -            |                                                          |
| Stay with me                                                  | 30-08-2011            | -                     |                 |              | met Big, Black & Beautiful / nr. 63 in de Single Top 100 |
| Letting go / Glory days, golden years                         | 2012                  | 21-01-2012            | tip4            | -            | nr. 14 in de Single Top 100                              |
| May take long                                                 | 13-11-2012            | -                     | -               | -            | soundtrack van Koning van Katoren                        |
| Mens, durf te leven                                           | 6-5-2013              | -                     | -               | -            |                                                          |